# Герб Стародуба

Герб Стародуба — є офіційним символом муніципального утворення «Місто Стародуб», адміністративного центру Стародубського району Брянської області Російської Федерації, що знаходиться на території української історичної землі Стародубщина.
Історичний герб міста Стародуба був створений на основі герба 1620 року наданим місту польським королем Сигізмундом III[⇨] і герба Стародубського полку[⇨]. На основі полкового герба 4 червня 1782 року імператриця Катериною II затвердила герб міста разом з іншими гербами Новгородської-Сіверського намісництва[⇨]. Офіційно герб вживався до більшовицької окупації. 10 серпня 2006 року Рішенням Стародубського міської Ради народних депутатів було відновлено герб із дубом як офіційний символ міського самоврядування. Герб внесений до Державного геральдичного регістру Російської федерації під реєстраційним номером 2238[⇨] . Герб є промовистим.

## Опис герба
Згідно Рішення Стародубського міської Ради народних депутатів № 215 від 10 серпня 2006 року "Про внесення змін до Рішення Стародубського міської Ради від 21 березня 2006 року № 165 «Про затвердження герба міста Стародуба» герб має такий опис:
"У срібному полі на зеленій, окантованій блакиттю, землі червоний старий дуб, який праворуч не має листя, зліва з зеленим листям.

## Історія герба
15 лютого 1620 року польським королем Сигізмундом III місту Стародуб був наданий привілей на магдебурзьке право. У привілеї повідомлялося «…Стародуб має мати свій архів, свою казну, прапор, печатку…». Згідно прівілею, місту був наданий герб: «за герб міский» зображення «дуба з гніздом орлиним». Символ (старий дуб) у гербі міста прямо передавав його назву, тому герб Стародуба відноситься до категорії промовистих гербів. Орлине гніздо могло мати перегук із гербом Польщі — орлом.
 Через п'ять років, 27 травня 1625 року з канцелярії Великого князівства Литовського Стародубу був виданий зовсім інший привілей на магдебурзьке право й інший герб: «до печатованія городских діл стародубских кряду бурмістровского і лавничного за герб міської призначаємо святого Георгія». Зображення цього герба не збереглися, відомі лише його пізні реконструкції: в лазуровому полі святий Юрій на коні пронизує списом дракона. Підтверджень тому, що новий герб використовувався — немає.

З середини XVII століття до 1781 року Стародуб був полковим містом Стародубського полку — адміністративно-територіальної і військової одиниці Війська Запорозького Гетьманщини. В кінці XVII століття символ Стародуба на міський магістратській печатці зображувався, на відміну від герба 1625 року дещо по-іншому: в правій руці старий дуб з листям по всій кроні. 
- Герби Стародуба у XVII столітті
- Реконструкція гербп Стародуба (1625 рік)
- Реконструкція герба Стародуба за міською печаткою (1696 рік)

### Герб на Прапора Стародубського полку
Для контролю над Гетьманщиною, московский уряд розміщував на її території власні війська. Після поразки повстання І. Мазепи у Стародубі розташовувався піхотний гарнізонний полк Ушакова, що належав до Київського гарнізону. В 1727 полк кілька місяців називався 3-м Орловським, а потім був перейменований в Стародубський (до Стародубського козачого полку він не мав жодного стосунку, крім місця дислокації). 1764 року полк було розформовано на окремі батальйони.
У червні 1728 року Верховна таємна рада видала указ про запровадження нового зразка полкових прапорів з державним і місцевим гербом. У 1729 році під керівництвом обер-директора над фортифікацією генерала Б. К. Мініха і за участю художника Андрія Баранова (живописця А. Меншикова) був складений Прапорний гербовник. 8 березня 1730 року було затверджено дані герби для полкових прапорів. Герб на прапорі російського Стародубського гарнізонного полку мав такий опис: «У золотому щиті, на білому полі на зеленій землі старий дуб».
Герби 1730 року мали розміщуватися не тільки на полкових прапорах, а й на печатках, якими губернатори і воєводи опечатували всі папери, крім партикулярних.

### Затвердження герба Катериною ІІ

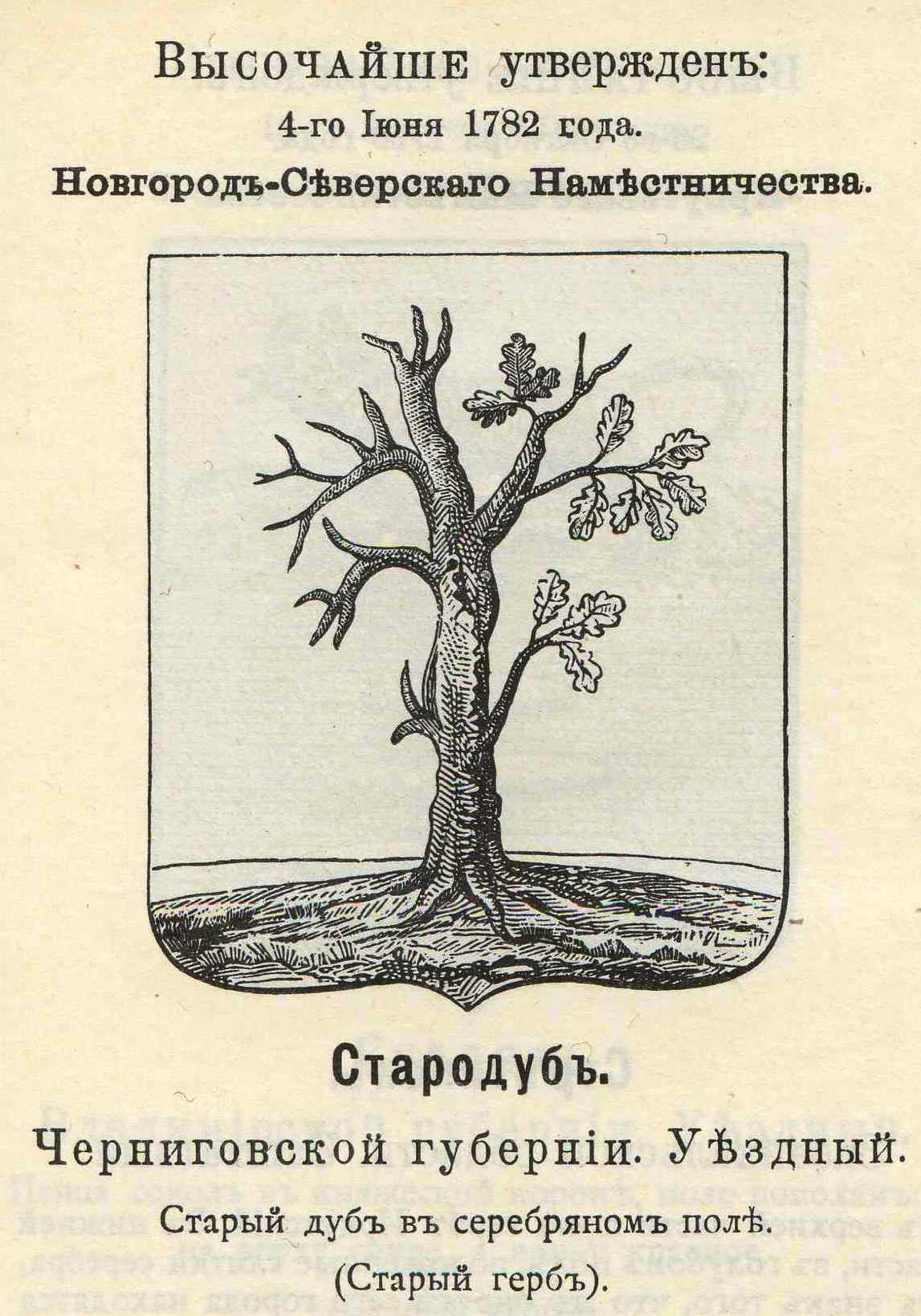
Герб Стародуба (1782 р.)

В 1782 году територія колишнього Стародубського полка ввійшла до складу новоствореного Новгород-Сіверського намісництва. 4 червня 1782 року імператрицею Катериною II разом із іншими гербами міст намісництва було затверджено герб міста Стародуба.
Подлинное описание герба уездного города Стародуба гласило: 
«Старой дубъ въ серебряномъ полѣ».— ПСЗРИ, 1782, Закон № 15424.

«Старой дубъ въ серебряномъ полѣ».— ПСЗРИ, 1782, Закон № 15424.
 З 1802 року Стародуб став повітовим містом Чернігівської губернії, але герб міста не змінився.
У 1865 році, в період геральдичної реформи Кене, був розроблений проект нового герба Стародуба (офіційно не затверджений): «У срібному щиті зелений дуб з червленими жолудями. У вільній частині — герб Чернігівської губернії. Щит увінчаний срібною мурованою короною і оточений золотими колосками, з'єднаними Олександрівською стрічкою».

### Герб в Російській федерації
За радянських часів історичний герб Стародуба не використовувалася, але з його зображенням випускалася сувенірна продукція. 28 грудня 1991 року рішенням виконавчого комітету Стародубського міської Ради народних депутатів № 239 історичний герб міста був відновлений як офіційний символ міста з таким описом «У срібному щиті з зеленою краєм дуб натурального кольору з зеленими, листям зліва». 
 1994 році був випущений сувенірний значок із проектом нового герба Стародуба з радянською символікою. Герб мав такий вигляд: Щит пересічений. У верхній частині в червленому полі золота мортира, супроводжувана по сторонам пірамідами ядер натурального кольору (герб Брянська), в нижній частині розсіченій блакиттю і зеленню — червлений стовп, обтяжений вгорі золотою п'ятикутною зіркою і супроводжуваний праворуч старим золотим дубом, зліва — двома золотими ж яблуками одне над іншим.
21 березня 2006 року рішенням Стародубської міської Ради народних депутатів № 165 історичний герб Стародуба був затверджений як офіційний символ міста. Перезатверджений герб мав такий опис: «Герб міського округу „Місто Стародуб“, що затверджується цим Рішенням символізує історичні традиції Стародубщини і являє зображення — „Старий дуб на зеленій траві в білому (срібному) полі на французькому геральдичному щиті (співвідношення висоти до ширини якого становить 9/8)“, він є аналогом Герба, затвердженого 4 червня 1782 року (за старим стилем), зображення затвердженого Герба поміщено в книзі Н. Сперансова „Земельні герби Росії“» .
На підставі рекомендацій геральдичного Ради при президенті РФ від 29 червня 2006 року № А62-2- 298, рішенням Стародубського міської Ради народних депутатів від 10 серпня 2006 року № 215 до власного рішення від 21 березня 2006 року було внесено зміни. Було затверджено нині діюча опис герба міста.

### Герб Стародубського району

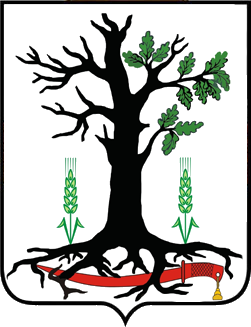
Герб Стародубського району (2011 рік)

22 лютого 2011 року було затверджено герб Стародубського району, який був створений на основі історичного герба Стародуба. Геральдичне опис герба району говорить: «У срібному полі чорний з зеленим листям на лівій стороні старий дуб, супроводжуваний покладеною в пояс і обплетеної корінням дуба червоної козацької шашкки з золотим темляком, а по боках — двома зростаючими з ним від одного кореня зеленими пшеничними колосками».